# بالدور فون شیراخ
بالدور فون شیراخ (به آلمانی: Baldur von Schirach) (زاده ۹ مه ۱۹۰۷ – درگذشته ۸ اکتبر ۱۹۷۴) یک سیاستمدار آلمانی و از سال ۱۹۳۱ تا سال ۱۹۴۰ رئیس سازمان جوانان هیتلری بود. وی همچنین از اوت ۱۹۴۰ تا مه ۱۹۴۵، گاولایتر شهر وین بود. وی در دادگاه نورنبرگ به جنایت علیه بشریت و متعاقباً به ۲۰ سال زندان محکوم شد. او در سمت رهبری مجمع جوانان رایش، در تاریخ سال ۱۹۳۷ میلادی، سفری به ایران داشت و طی آن سفر حامل پیامی از جانب هیتلر برای رضا شاه پهلوی بود که او را به دیدار از آلمان دعوت می‌نمود.

## محاکمه
مقاله اصلی: دادگاه نورنبرگ

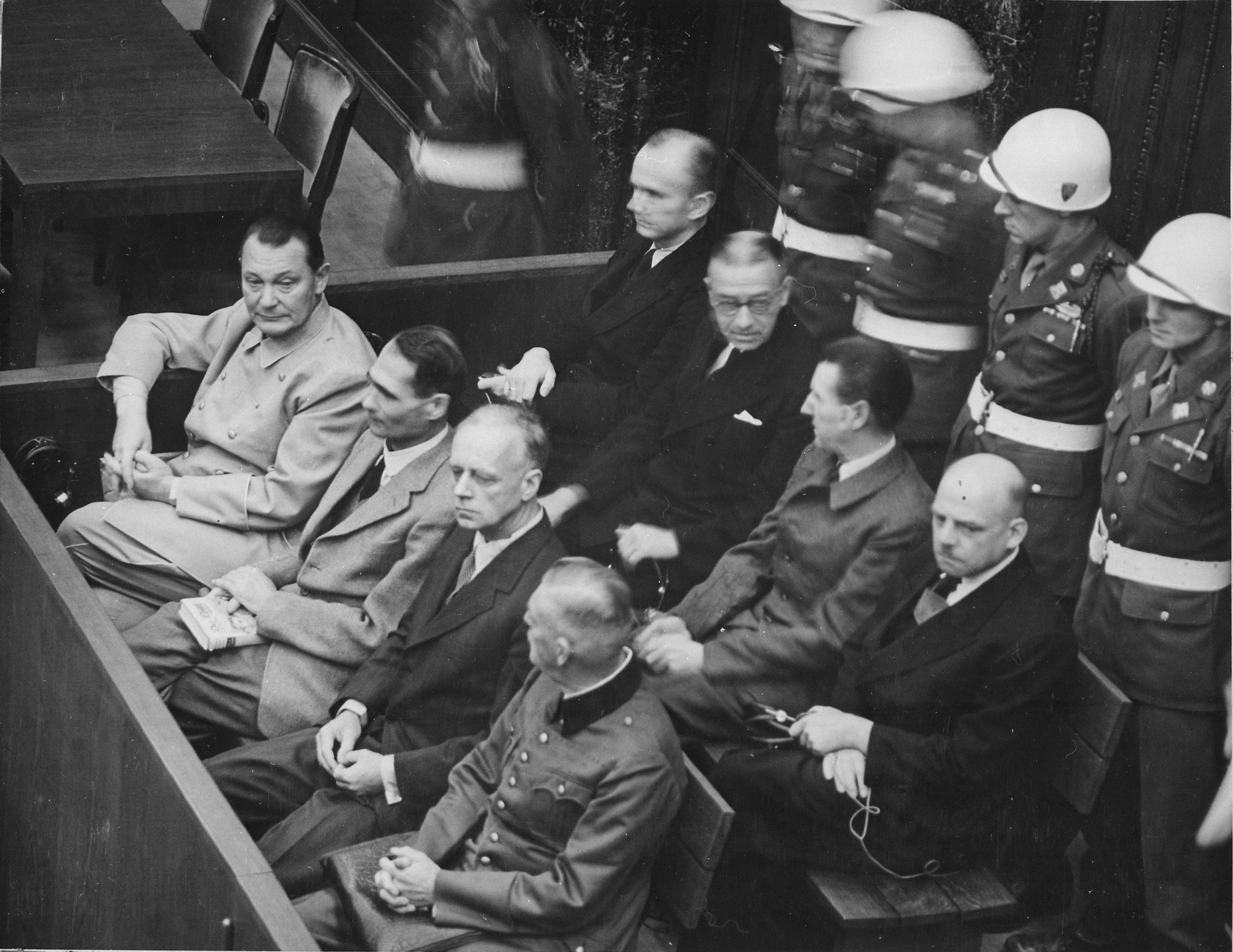
بالدور فون شیراخ در دادگاه نورنبرگ (ردیف دوم، دومین نفر از سمت چپ)

این دادگاه در شهر نورنبرگ آلمان برگزار شد و هشت قاضی از آمریکا، بریتانیا، روسیه و فرانسوی بودند. خود هیتلر و هیملر (رئیس وافن اس‌اس) و یوزف گوبلز (وزیر تبلیغات نازی) قبل از دستگیری خودکشی کردند. رابرت لی (رئیس جبهه کار رایش) پس از دستگیری خود را حلق‌آویز کرد و گورینگ (فرمانده لوفت وافه) پس از دادگاه و پیش از اعدامش با خوردن سیانور خودکشی کرد.
ریاست دادستان‌ها را رابرت اچ. جکسون به عهده داشت و بیش از پنج میلیون صفحه مدرک به همراه هزاران حلقه فیلم از هولوکاست و ده‌ها شاهد را به دادگاه ارائه کرد.